# Hermann Schenck
Hermann Reinhard Schenck (* 11. Juni 1900 in Marburg an der Lahn; † 28. Oktober 1991 in Eschweiler) war ein deutscher Hochschullehrer und Direktor des Instituts für Eisenhüttenkunde an der RWTH Aachen.

## Leben
Schenck, der Sohn von Rudolf Schenck, nahm nach dem Abitur, das er 1918 in Münster (Westfalen) ablegte, am Ersten Weltkrieg teil, und studierte nach der Entlassung aus englischer Kriegsgefangenschaft Eisenhüttenkunde in Münster, Breslau und Aachen. In Aachen wurde er Mitglied des Corps Montania. Nach dem Diplomexamen promovierte er 1927 zum Dr.-Ing. und widmete sich zunächst der Forschung. 1928 trat er bei Krupp in Essen ein. Später wechselte er zur Charlottenhütte in Niederschelden. 1928 wurde er Vorstandsmitglied des Bochumer Vereins.
1950 folgte Schenck einem Ruf als Direktor des Instituts für Eisenhüttenwesen an der Rheinisch-Westfälischen Technischen Hochschule Aachen. Er war Vorsitzender des Vereins Deutscher Eisenhüttenleute. Er gehörte auch dem Verein Deutscher Ingenieure (VDI) mit der Mitgliedsnummer 371106 an.

## Auszeichnungen
- 1970: Großes Bundesverdienstkreuz mit Stern
- 1970: Ehrensenator der RWTH Aachen

## Werke (Auszug)
- 1932: Einführung in die physikalische Chemie der Eisenhüttenprozesse
- 1934: Physikalische Chemie der Eisenhüttenprozesse – Band 2: Die Stahlerzeugung
- Forschungsberichte des Wirtschafts- und Verkehrsministeriums Nordrhein-Westfalen:
  - 1958: Die Reduzierbarkeit von Eisenerzen. Hermann Schenck, Norbert G. Schmahl, Götz Funcke
  - 1962: Reaktionskinetische Betrachtung des Sintervorganges und Möglichkeiten zur Leistungssteigerung
  - 1964: Über das Reduktionsverhalten eisenoxydhaltiger Schlacken
  - 1966: Untersuchungen über die Existenzbereiche der Eisenkarbide mit Hilfe der Elektronenmikroskopie und Elektronenbeugung
  - 1968: Erzeugung und Verhalten Festhaftender Oxydschichten auf Metallischen Werkstoffen
  - 1970: Aufstickung von Schlacken des Systems CaO-SiO2-Al2O3
  - 1971: Berechnungsgang und grundlegende Untersuchungen für ein Reduktionsverfahren zur Herstellung von flüssigem Eisen mit Umsetzungsprodukten von Kohlenwasserstoffen in einem Verfahrensschritt